# G16 AL 5901 et 5902
Pour les articles homonymes, voir G16.
Les locomotives à vapeur de la série G16 furent les seules et à la fois les dernières locomotives pour trains lourds de marchandises construites pour le réseau ferroviaire d'Alsace-Lorraine.

## Genèse
Le réseau ferroviaire d'Alsace-Lorraine disposait d'un parc relativement important de locomotives pour la traction des lourds trains de minerai du bassin lorrain avec les G12, les G12.1 et les G8.1. Mais désireux de se passer de la double traction toujours onéreuse l'AL se décida à commander un nouveau type de locomotives.
Celles-ci furent étudiées à partir de 1935 par la Société alsacienne de constructions mécaniques (SACM) et l'Office central d'études de matériel de chemins de fer (OCEM). En 1936, sort des ateliers de Graffenstaden la machine n°5901. Elle sera rejointe en 1937 par la n°5902. Huit autres machines devaient compléter la série, mais le déclenchement et les conséquences de la Seconde Guerre mondiale compromirent à jamais le développement de ces machines.

## Utilisation et services
Une importante série d'essais fut menée avec ces deux machines et conclut à leurs très bonnes qualités, notamment en tête des trains de minerai ou de charbon pour lesquels elles avaient été étudiées. La Société nationale des chemins de fer français (SNCF), à sa création en 1938, incorpora ces deux machines parmi ses effectifs et les immatricula 1-151A 901 à 902. Gravement endommagées dès le début de la Seconde Guerre mondiale, les 2 locomotives prirent, cependant, le chemin de l'Allemagne car l'occupant était intéressé par l'immense chaudière pour servir de génératrice de vapeur. La 1-151 A 902 sera effectivement réparée pour ce service mais en perdant ses cylindres et ses bielles. Cette locomotive fut, selon certaines sources, rapatriée en France en 1945 et radiée par son dépôt de Thionville en 1947 sans jamais avoir été réparée. Quant à la 1-151 A 901 elle finit ses jours à Trèves en Allemagne sans jamais avoir été réparée et sa radiation, administrative, fut prononcée en novembre 1952!

## Description
Ces puissantes locomotives, de type Santa Fé, disposaient d'un moteur à simple expansion à trois cylindres et surchauffe. La distribution était de type « Caprotti » à soupapes tournantes. Le foyer était du type « Crampton ». Le bissel avant disposait d'un jeu latéral de + ou - 131 mm et le bissel arrière un jeu de + ou - 96 mm. L'échappement était double de type « Kylchap ». Le réchauffeur était de type « ACFI ». Les locomotives étaient en outre équipées de la plate-forme du type « Mestre » pour faciliter le travail du chauffeur.
Une particularité était le montage d'un « booster » (moteur à vapeur auxiliaire) à deux cylindres monté sur le bissel arrière. Ceci permettait de donner une puissance supplémentaire à la machine lors des démarrages en tête de trains lourds en profil défavorable. Ce « booster » se désactivait lorsque la vitesse atteignait 30 km/h.

## Tenders
Les tenders qui leur furent accouplés furent toujours les mêmes, à savoir des tenders à trois essieux contenant 25 m3 d'eau et 7 t de combustible. Ils étaient immatriculés : 5901 et 5902 et devinrent les 1-25 D 901 et 902 à la SNCF. Le choix d'aussi petits tenders pour de si grosses machines peut surprendre mais à l'époque beaucoup de dépôts n'étaient équipés que d'un pont tournant de 20 m et seuls les dépôts modernes disposaient d'un pont tournant de 24 m.
Le tender 1-25 D 902 survécut à sa locomotive car il fut accouplé à la 1-231 B 364.